# Hot Rod (rappeur)
Hot Rod, anciennement Young Hot Rod, de son vrai nom Rodney Toole, né le 25 décembre 1985 à Phoenix, dans l'Arizona, est un rappeur américain. En 2006, Hot Rod signe un contrat avec le label G-Unit Records du rappeur 50 Cent. En 2010, il part chez G-Note Records, un label de G-Unit Records, consacré à la pop, la dance et le RnB.

## Biographie

### Jeunesse
Élevé à Sacramento, en Californie, jusqu'à ses 24 ans, Hot Rod est découvert par le boss de la G-Unit, 50 Cent, qui le signe à son label en 2006. Hot Rod aurait envoyé une démo CD au bureau de la G-Unit dans l'espoir de se faire signer par le label. Après écoute, 50 Cent compare le flow de Hot Rod au sien à ses débuts. C'est en décembre 2005 que le rappeur de 24 ans reçoit un appel de 50 Cent à son travail de courtier.
Hot Rod se lance dans le hip-hop pendant son adolescence au milieu des années 1990, faisant des beats. Il explique : « Mon paternel a fait de moi son assistant d'ingénieur son à l'église. C'est là que j'ai éprouvé un intérêt pour la musique. Je l'ai toujours eu dans le sang alors rien ne pouvait m'empêcher d'en faire. »

### Carrière
Hot Rod publie son premier single en août 2006, intitulé Be Easy aux côtés de la chanteuse Mary J. Blige sous les labels G-Unit / Interscope. Le single n'atteint aucun classement, et Rod est renvoyé du label Interscope à la fin de 2006. Hot Rod est le premier à présenter la série Digital Dynasty.
Le 16 décembre 2010, après quatre ans d'attente, Hot Rod publie son deuxième single, et premier single solo intitulé Dance with Me issu de son album à venir My Life. Il est produit par Fuego et coécrit avec Tommy Beringer et Milana Leybovich de Nuthin Under a Million. Il s'agit du tout premier single publié au label G-Note Records / G-Unit Records. Lors d'un entretien avec le magazine Vibe, Hot Rod révèle que son album, My Life, est prévu en été 2011. Il explique également faire participer les producteurs David Guetta, Akon et Pharrell. Hot Rod enregistrait déjà son premier album, initialement intitulé Fast Lane, à sa signature avec la G-Unit en 2006. Au début de 2011, une preview du second single issu de l'album, également intitulé My Life, est publiée sur Internet.

## Discographie

### Singles
- 2006 : Be Easy (feat. Mary J. Blige) (Produit par Jake One)
- 2006 : Work It Out (feat. Lloyd Banks)
- 2006 : Rock To It (feat. 50 Cent)
- 2008 : Bump My Shit
- 2010 : Dance With Me (feat. Lea)
- 2011 : Hot Girl
- 2011 : Hot Girl (Remix) (feat. 50 Cent)